# Max Schulz (Politiker)
Karl Max Schulz (* 15. August 1851 in Berlin; † 27. November 1928 ebenda) war ein deutscher Kaufmann und Mitglied des Reichstags des Deutschen Kaiserreichs.

## Leben
Schulz besuchte das Luisenstädtische Realgymnasium in Berlin und erhielt eine kaufmännische Ausbildung. 1870/1871 nahm er am Deutsch-Französischen Krieg teil. Ab 1873 war er Destillateur und Weingroßhändler in Berlin. Er gehörte der Berliner Stadtverordnetenversammlung und von 1896 bis 1908 als freisinniger Abgeordneter dem Preußischen Abgeordnetenhaus an.
Am 8. November 1897 gewann er als Kandidat der Freisinnigen Volkspartei eine Ersatzwahl im Reichstagswahlkreis Potsdam 1 (Westprignitz) und gehörte dem Reichstag bis zum Ende der Legislaturperiode im Jahre 1898 an.